# MTV (Reino Unido e Irlanda)
MTV Reino Unido e Irlanda (ou popularmente MTV UK) é um canal de entretenimento jovem operada pela Paramount UK & Austrália, disponível no Reino Unido e na Irlanda.
O canal foi lançado em 1 de julho de 1997 com a regionalização da MTV Europe. O canal foi criado para fornecer o público com artistas locais e conteúdo musical mais relevante. Antes da regionalização da MTV na Europa, a região foi servida pela MTV Europe, que foi lançado em 1 de Agosto de 1987. Em 1 de Fevereiro de 2011, a MTV remove toda música do canal e transfere para o recém-lançado MTV Music; a única música que permanece é o ocasional MTV Most Wanted.
O canal está em mais de 10 milhões de lares no Reino Unido e na Irlanda.

## História

### 1997–2001

Logotipo do canal usado de 1997-2007 e 2009-2011.

MTV (Reino Unido e Irlanda) foi lançado em 1 de Julho de 1997 como parte da estratégia de regionalização da MTV Networks Europe. A MTV lançou um canal específico do Reino Unido para direcionar a concorrência existente no mercado. O canal foi lançado com conteúdo especializado da MTV Europe incluindo os sucessos Euro Top 20, MTV Select, MTV News, MTV News Weekend Edition, Non-Stop Hits, US Top 20 Hitlist UK, Stylissimo, The Big Picture, Up 4 It e The Lick.
Em 1999, a MTV Networks Europe anunciou que iria expandir seu portfólio de canais no Reino Unido e na Irlanda. Com o lançamento da nova plataforma de televisão digital da Sky a MTV Networks Europe lançou os canais MTV Extra e MTV Base.

### 2002–2010
Em 2002, a MTV começou a exibir alguns programas da MTV americana, assim como outros canais da MTV na Europa. Entre os programas incluíam Jackass, Date My Mom e Dismissed. Apesar dos esforços para desempenhar certos tipos de vídeos musicais em rotação limitada, a MTV reduziu muito a sua rotação global de vídeos ao longo da primeira década dos anos 2000. Enquanto vídeos musicais dominaram o canal no início de 2000-2002 a taxa de rotação de música declinaram rapidamente.
Em fevereiro de 2004, a MTV começou a regionalizar ainda mais a sua distribuição no Reino Unido e Irlanda para incluir uma versão separada para a Irlanda sob a marca MTV Irlanda.
Em julho de 2007, a MTV no Reino Unido foi renomeado para MTV One com um novo grande lançamento da marca em toda a maioria dos canais MTV. MTV2 foi renomeada MTV Two para seguir a marca consistente em todos os canais.
No início de 2009, foi anunciado que a MTV One seria rebatizada simplesmente como MTV e o timeshift MTV One +1 como MTV +1.
Em 01 de julho de 2009 MTV disponível no Reino Unido e Irlanda adoptou identidade global da MTV como parte da MTV Internacional. 64 canais MTV agora compartilham semelhante conteúdo de música e entretenimento e semelhante no TV e online. Parte do rebrand viu um equilíbrio de 50/50 no número de programação baseada em conteúdo musical, séries e reality show.
A partir de 2010, a MTV aumentou a sua produção de música. Como parte de uma estratégia musical a MTV lança o MTV World Stage, ambos os shows ajudaram a manter os índices de audiência da MTV.

### 2011-presente
Em 1 de Fevereiro de 2011, a MTV remove toda música do canal e transfere para o recém-lançado MTV Music; a única atração musical que permanece é o ocasional MTV Most Wanted. O canal se tornou um canal de entretenimento geral. A mudança resultou em um aumento na quota de audiência do canal de quase 150% nas 6 semanas após a mudança.
A MTV foi rebatizada mais uma vez para o atual logótipo, em 1 de Julho de 2011, e começou a transmitir no formato 16:9 widescreen, ao mesmo tempo. A alta definição simulcast da MTV foi lançada em 13 de Fevereiro de 2012, na Sky UK.